# Estação Kuntsevskaia (linha Arbatsko-Pokrovskaia)
Kuntsevskaia (em russo:  Кунцевская) é uma das estações da linha Arbatsko-Pokrovskaia (Linha 3) do Metro de Moscovo, na Rússia. Estação «Kuntsevskaia» está localizada entre as estações «Molodiojnaia» e «Slavianskii Bulhvar».